# Валосера (Кунео)
Валосера је насеље у Италији у округу Кунео, региону Пијемонт.
Према процени из 2011. у насељу је живело 44 становника. Насеље се налази на надморској висини од 755 м.